# Charinus susuwa
Charinus susuwa es una especie de araña del género Charinus, familia Charinidae. Fue descrita científicamente por Miranda, Giupponi, Prendini and Scharff en 2021.
Habita en el continente africano. El caparazón de la hembra holotipo mide 3,13 mm de largo por 4,88 mm.